# Anna Skowrońska (historyk)
Anna Skowrońska (ur. 26 lipca 1927 w Sandomierzu, zm. 2 lipca 2023 w Lublinie) – doktor nauk humanistycznych, historyk na Uniwersytecie Wrocławskim.

## Życiorys
Po ukończeniu w 1948 lubelskiego Liceum Humanistycznego podjęła na Wydziale Filozoficzno-Historycznym Uniwersytetu Wrocławskiego studia historyczne, a następnie w 1952 podjęła pracę jako zastępca asystenta w Katedrze Historii Polski w Instytucie Historycznym tego Uniwersytetu. Doktorat „Ze studiów nad śląskim dokumentem biskupim do 1250 roku” napisała w 1964 u prof. Karola Maleczyńskiego, a następnie 1 października 1964 otrzymała stanowisko adiunkta przy Katedrze Nauk Pomocniczych Historii i Archiwistyki. 
Była współautorką (obok Karola Maleczyńskiego) II tomu (obejmującego lata 1205-1221) Kodeksu Dyplomatycznego Śląska. Opracowała też bibliografię prac prof. K. Maleczyńskiego, a także (wspólnie z Westyną Gładkiewicz) prof. R. Hecka.
Do emerytury, na którą przeszła pod koniec lat 80. XX wieku, zajmowała się zagadnieniami nauk pomocniczych historii oraz edytorstwem śląskich źródeł średniowiecznych.
Pochowana 10 lipca 2023 r. na cmentarzu przy ul. Lipowej w Lublinie.